# Azja Centralna (region fizycznogeograficzny)
Azja Centralna – wielki region fizycznogeograficzny wyróżniany w Azji na podstawie ogólnych cech środowiska przyrodniczego. 
Według Z. Czeppego, J. Flisa i R. Mochnackiego w skład Azji Centralnej wchodzą: 
- Nizina Turańska i Pogórze Kazachskie, z otaczającymi górami
- Kotlina Dżungarska
- Kotlina Kaszgarska
- Wyżyna Tybetańska (z wyłączeniem Himalajów, zaliczonych do Indii)
- Wyżyna Mongolska

Jan Mityk w swej Geografii fizycznej części świata z 1975 wydziela z Azji Centralnej Azję Środkowo-Zachodnią obejmującą Nizinę Turańską i Pogórze Kazachskie, a Himalaje włącza w skład Wyżyny Tybetańskiej. 
Również Słownik geografii świata z 1977 wydziela z Azji Centralnej Azję Środkową, ale określa ją odnosząc się do granic politycznych, nie fizycznych: jako obszar sowieckich republik Turkmeńskiej, Uzbeckiej, Tadżyckiej, Kirgiskiej i niekiedy Kazachskiej.